# Hermano (banda)
Hermano é uma banda de rock americana formada em 1998 como um dos inúmeros projetos de John Garcia após sair do Kyuss, é o único que ainda está na ativa e faz shows regularmente. Tem grandes estrelas do stoner rock mundial no projeto como integrantes das bandas Orquestras Del Dieserto e da cultuada Afghan Whigs. Recentemente a banda lançou um álbum ao vivo chamado Live At W2 e recrutou um novo vocalista, Aleah X (Devil May Care).

## Atuais integrantes
- John Garcia (vocal)
- Mike Calahan (guitarra)
- David Angstrom (guitarra)
- Dandy Brown (baixo)
- Chris Leathers (bateria)
- Aleah X (vocal adicional)

## Discografia
- Only a Suggestion (2002)
- Dare I Say (2004)
- Live at W2 (2005)
- Into The Exam Room (2007)